# Elytranthe colletii
Elytranthe colletii är en tvåhjärtbladig växtart som beskrevs av Danser. Elytranthe colletii ingår i släktet Elytranthe och familjen Loranthaceae. Inga underarter finns listade i Catalogue of Life.